# پونتو کومبو
شهر پونتولت کومبو (به فرانسوی: Pontault-Combault) در شهرستان سنه مرن در ناحیه ایل-دو-فرانس با جمعیت ۳۴٬۵۴۶ نفر در کشور فرانسه واقع شده‌است